# 組曲「杜の鼓動」
組曲「杜の鼓動」（くみきょく もりのこどう）は、丸本大悟作曲のマンドリンオーケストラ曲。
本記事では、二重奏版である「杜の鼓動-魂の還る場所- 〜マンドリンまたはバイオリンとマンドラの為の〜」についても説明する。

## 構成
- 「杜の鼓動」
  - 欅の風景
  - 魂の還る場所
  - 街の灯(まちのあかり)
- 「杜の鼓動Ⅱ」
  - 桜の風景
  - ある雪の日の記憶
  - 第三楽章(未完)

全曲単独で初演された。

## 杜の鼓動
「開始音→2度下行→2度上行～」「開始音→4度上行→4度上行～」の主な2つのモチーフが全曲を通して用いられている。
「杜の鼓動」第1組曲という表記も見られる。

### 欅の風景
2003年5月4日に開催された東北大学・名古屋大学マンドリンジョイントコンサート2003の合同ステージのために作曲された。初演指揮者は井上泰信。「杜の鼓動」という曲名は当時演奏した大学生らの公募により名付けられた。初演時には「欅の風景」という副題は付いておらず、のちに作曲者自身によって加えられた。この副題はケヤキ並木で知られる初演の地仙台にちなんだものである（仙台は杜の都とも呼ばれる）。
初演時の編成
- 1stマンドリン(2div.)
- 2ndマンドリン(2div.)
- マンドラ・テノール(2div.)
- マンドロンチェロ(2div.)
- クラシックギター(2div.)
- マンドローネ
- コントラバス(2div.)
- フルート

東北大学学友会マンドリン楽部(がくぶ)はフルートパートを、名古屋大学ギターマンドリンクラブはマンドローネパートを有しており、コントラバスとマンドローネが異なる動きをする箇所が見られる。また、作曲者が初めて管楽器を用いた曲である。

### 魂の還る場所
2003年9月21日に開催されたLa Febbre Leggera（京都の社会人アンサンブル）第1回定期演奏会にて初演された。初演はフルートなしの編成で演奏された。
他の楽章と同様に編成の違う版が複数存在するが(後述)、「魂の還る場所」には少人数で演奏可能なアンサンブル版がある。divisiがなく1パート1人で演奏できる。中間部は二重奏版(杜の鼓動-魂の還る場所- 〜マンドリンまたはバイオリンとマンドラの為の〜)をリアレンジしたものとなっている。

### 街の灯
2003年11月29日に仙台市民会館で開催された東北大学学友会マンドリン楽部第38回定期演奏会にて初演された。
「欅の風景」を初演した同クラブのメンバーの懇願により委嘱された。
作曲者と音楽家井上泰信が「欅の風景」の初演日に訪れた仙台の夜のイメージと初演後の高まる感動が音に込められている。
初演時の編成
- 1stマンドリン
- 2ndマンドリン
- マンドラ・テノール
- マンドロンチェロ
- クラシックギター
- コントラバス
- フルート

### 初演後
2004年8月28日に開催されたARTE MANDOLINISTICA北海道公演にて3曲が初めて組曲として演奏された。編成は以下の通りである。
- 1stマンドリン
- 2ndマンドリン
- マンドラ・テノール
- マンドロンチェロ
- クラシックギター
- マンドローネ
- コントラバス

この演奏会で使用された楽譜は初演時のものを改訂したものである。編成の違いのほかに、各パートの2soli部をはじめとした旋律の違いなども複数みられる。
「杜の鼓動」の3曲はその後も様々な団体によって演奏され、編成や旋律の違う多くの改定版がうまれた。

2006年6月13日に開催された、マンドリンオーケストラ・コンコルディア(東京の社会人オーケストラ)第34回定期演奏会にて演奏された改訂版を最後に、組曲「杜の鼓動」には手を加えないことを作曲者が明言している。その改訂版の編成は以下の通りである。
- 1stマンドリン
- 2ndマンドリン
- マンドラ・テノール
- マンドロンチェロ
- クラシックギター
- マンドローネ
- コントラバス
- フルート
- クラリネット
- ハープ

2009年03月20日にメルパルクホールで開催された慶應義塾高等学校・女子高等学校マンドリンクラブ第50回定期演奏会にて「杜の鼓動〜欅の風景〜」打楽器加筆版が初演された。

### 虹の記憶
末廣健児作曲。2013年9月21日、すみだトリフォニーホール 大ホールで行われたARTE MANDOLINISTICA・ARTE TOKYO特別公演「丸本大悟作品集2」のアンコールにて初演。丸本大悟作曲の「組曲『杜の鼓動』」、「虹彩」のモチーフを用いて作曲され、丸本大悟への応援の気持ちがこめられている。

## 杜の鼓動Ⅱ
「杜の鼓動」第2番、「杜の鼓動」第2組曲という表記も見られる。

### 桜の風景
2010年3月20日にザ・シンフォニーホールで開催されたARTE MANDOLINISTICA大阪公演2010「3人の作曲家達III×2」にて「杜の鼓動Ⅳ-桜の風景-」というタイトルで初演された。

初演はフルートなしの編成であったがのちにフルート加筆版も発表された。

「欅の風景」のメインテーマを鏡面状に反転させた主題が用いられている。

九州大学百周年記念コンサートで組曲「杜の鼓動」第2番としてまとめられた際(後述)の第一楽章の曲名は「Ⅰ.そして桜は散り行く」であった。

### ある雪の日の記憶
2010年11月27日に開催された関西大学マンドリン倶楽部第50回定期演奏会を記念して委嘱され「杜の鼓動Ⅱ～2.ある雪の日の記憶～」というタイトルで初演。フルート、クラリネットを伴う編成での演奏であった。
九州大学百周年記念コンサートで組曲「杜の鼓動」第2番としてまとめられた際(後述)の第二楽章の曲名は「Ⅱ.過ぎにし季節と新しき命」であった。
2018年9月8日に行われたARTE MANDOLINISTICAとARTE TOKYOによる特別公演「ARTESSIMOⅡ 末廣健児・丸本大悟作品集」ではクラリネットパートをフルートにアレンジして演奏された。

### 第三楽章
2011年10月21日に長岡京記念文化会館で開催された龍谷大学学友会学術文化局マンドリンオーケストラ第43回定期演奏会にて「杜の鼓動第2組曲第3楽章」より抜粋という形で初演された。
2020年8月現在、未完の曲となっている。

### 初演後
2012年5月26日、アクロス福岡シンフォニーホール「九州大学創立百周年記念コンサート」にて組曲「杜の鼓動」第2番が九州大学マンドリンクラブによって演奏された。「桜の風景」、「ある雪の日の記憶」の2曲を組曲としてまとめた「九州大学創立100周年記念版」の初演という形をとった。編成は以下の通りである。
- 1stマンドリン
- 2ndマンドリン
- マンドラ・テノール
- マンドロンチェロ
- ギター
- コントラバス

「九州大学創立100周年記念版」は新たな旋律が追加されるなどの改訂も行われている。

## 杜の鼓動-魂の還る場所-〜マンドリンまたはバイオリンとマンドラの為の〜
「杜の鼓動〜魂の還る場所〜」の二重奏版。
マンドリンとマンドラ・テノールの二重奏またはバイオリンとマンドラ・テノールの二重奏を想定してかかれている。
マンドラ・テノールが滑走アルペジオ奏法やハーモニクス奏法を用いる箇所がある。